# مرادلو (ديكلة)
مرادلو (بالفارسية: مرادلو) هي منطقة سكنية تقع في إيران في قسم ديكلة الریفي. يقدر عدد سكانها بـ 438 نسمة .